# 坂泰斗
坂 泰斗（ばん たいと、1992年12月18日 - ）は、日本の男性声優。福岡県出身。大沢事務所所属。

## 略歴
福岡県で生まれ、茨城県で育つ。父の仕事の関係でメキシコに住んでいた時期があり、帰国子女である。
昔は職業としての声優は無知で、アニメも見ていなかった。帰国後の高校2年生ぐらいにアニメを見始めて、「こんな職業あるんだ、やってみよう」と声優を目指した。高校の頃に見ていたアニメは『けいおん!』。
プロ・フィット声優養成所卒業。2017年4月よりプロ・フィット所属して、声優としての活動を始める。2019年4月1日より事務所預かりから準所属。
ゲーム『メモリーズオフ -Innocent Fille-』の楠瀬累役で初主人公を務める。
2018年、「コミックス・ウェーブ・フィルム」と中国のアニメ制作会社「絵梦（ハオライナーズ）」による、日中合同アニメ映画『詩季織々』の第一部「陽だまりの朝食」の主人公を務める。
2022年1月1日、プロ・フィットが同年3月末で閉鎖することに伴い、大沢事務所へ移籍。

## 人物
趣味はゲーム、読書、ボルダリング。特技はアーケードゲーム。資格は実用英語技能検定二級。

## 出演
太字はメインキャラクター。

### テレビアニメ
2017年
- アトム ザ・ビギニング（竜巻ハヤト）
- 食戟のソーマ シリーズ（2017年 - 2019年、男性社員A、中華研A、男子生徒B） - 3シリーズ
- 魔法陣グルグル（客A）
- クジラの子らは砂上に歌う（トノコ）
- アニメガタリズ（むつき）
- Wake Up, Girls! 新章（ワグナーA）
- アイドルマスター SideM（男子）
- クラシカロイド（三弦亜遊夢）

2018年
- ダメプリ ANIME CARAVAN（親衛隊2）
- 斉木楠雄のΨ難（男子生徒A、男子生徒B、バッド）
- たくのみ。（社員B）
- りゅうおうのおしごと!（ひな鶴職員B）
- 東京喰種トーキョーグール:re（茨橋駿一）
- ガンダムビルドダイバーズ（コウイチの仲間）
- 立花館To Lieあんぐる（祭り客）
- はたらく細胞（2018年 - 2021年、赤血球2、赤血球1、がん細胞1、腸管上皮細胞） - 2シリーズ
- ハイスコアガール（男性A、店員、ホームズさん）
- ロード オブ ヴァーミリオン 紅蓮の王（男子学生）
- ゆらぎ荘の幽奈さん（僧兵、魚人、別所）
- ちおちゃんの通学路（生徒〈男〉）
- プラネット・ウィズ（客）
- ユリシーズ ジャンヌ・ダルクと錬金の騎士（ブシコー）
- 風が強く吹いている（2018年 - 2019年、漫研部員B、マナス、客A、係員、軍沢 他）
- ベルゼブブ嬢のお気に召すまま。（チャラ男）
- となりの吸血鬼さん（店員）

2019年
- revisions リヴィジョンズ（男子サッカー部員、警察官2）
- えんどろ〜!（吟遊詩人）
- ブギーポップは笑わない（少年）
- ワンパンマン（メガネ）
- フルーツバスケット（男子生徒）
- ヴィンランド・サガ（2019年 - 2023年、グリム、アシェラッド傭兵団員、ジャバザ軍兵士、イングランド軍兵士、クモ 他） - 2シリーズ
- まちカドまぞく（王様と勇者）
- 女子高生の無駄づかい（レオン）
- とある科学の一方通行（名荷原弘見、DA兵、ガードマン）
- ギヴン（八木玄純）
- 鬼滅の刃（累に刻まれた鬼滅隊士。ファンの間の通称は「サイコロステーキ先輩」）
- ダンジョンに出会いを求めるのは間違っているだろうか シリーズ（2019年 - 2024年、タンムズ、ルヴィス・リーリック） - 4シリーズ
- 戦姫絶唱シンフォギアXV（緒川捨犬）
- 星合の空（男子生徒、須永真士郎）
- ぼくたちは勉強ができない!（アニ研部長）

2020年
- 魔術士オーフェンはぐれ旅（2020年 - 2023年、ハーティア） - 4シリーズ
- ダーウィンズゲーム（ジャイロヘッズリーダー）
- ランウェイで笑って（飯田）
- アイカツオンパレード!（照明スタッフ）
- あひるの空（村上、1年4組生徒、田茂友紀男）
- 異種族レビュアーズ（住民A）
- 白猫プロジェクト ZERO CHRONICLE（斥候）
- A3!（生徒）
- かぐや様は告らせたい?〜天才たちの恋愛頭脳戦〜（団員、店員）
- おばけずかん（おんがくしつのベートーベン、警備員、イケメンC、おきざりランドセル 他）
- GREAT PRETENDER（警備員、通訳、部下、手下、男 他）
- デカダンス（マイキー）
- モンスター娘のお医者さん（マーマン）
- ヒーリングっど♥プリキュア（菅原有斗）
- 憂国のモリアーティ（2020年 - 2021年、ポテト屋、男、観客A、乗務員B、銀行員 他） - 2シリーズ
- ひぐらしのなく頃に業（2020年 - 2021年、不良）

2021年
- 2.43 清陰高校男子バレー部（銘誠1番）
- 蜘蛛ですが、なにか?
- キングスレイド 意志を継ぐものたち（ライデン父）
- 無職転生 〜異世界行ったら本気だす〜（三男）
- 転生したらスライムだった件（コビー）
- スケートリーディング☆スターズ（佐藤優樹）
- ホリミヤ（男子生徒）
- 装甲娘戦機（防衛隊士官）
- マジカパーティ（2021年 - 2022年、生徒、エリック、ペンギート〈青〉）
- 86-エイティシックス-（トウザン・サシャ、同級生） - 2シリーズ
- 美少年探偵団（咲口長広）
- ミュークルドリーミー みっくす!（ケンジ）
- イジらないで、長瀞さん（男性）
- 戦闘員、派遣します!（魔族B）
- ひげを剃る。そして女子高生を拾う。（社員）
- カードファイト!! ヴァンガード overDress（リーダー、男） - 2シリーズ
- ドラゴン、家を買う。（兵士C）
- ぼくたちのリメイク
- 現実主義勇者の王国再建記（ロブトール・ウドガルド）
- 境界戦機（大西タクト）
- 王様ランキング（2021年 - 2022年、町人、光使いの男、兵士、副隊長、騎士2 他）
- 見える子ちゃん（コンビニ店員）

2022年
- 失格紋の最強賢者（ギアース）
- その着せ替え人形は恋をする（生徒、イベント参加者）
- 賢者の弟子を名乗る賢者（重臣、ノーランド）
- 薔薇王の葬列（伝令、ノーサンバランド）
- 平家物語（平家の兵）
- ビルディバイド -＃FFFFFF-（鳩打椿）
- 乙女ゲー世界はモブに厳しい世界です（ダニエル）
- 処刑少女の生きる道（テロリスト）
- ヒーラー・ガール（観客達）
- BORUTO-ボルト- NARUTO NEXT GENERATIONS（ゴカイ）
- ドラえもん（テレビ朝日版第2期）（ラジオ）
- よふかしのうた（番台の兄ちゃん）
- はたらく魔王さま!!（大学生）
- 名探偵コナン（刑事）
- ヤマノススメ Next Summit（蛍の光〈合唱〉、クラスメイト、登山客C）
- VAZZROCK THE ANIMATION（立花歩）
- 忍の一時（伴朱雀）
- 陰の実力者になりたくて!（2022年 - 2023年、男子生徒、教団兵、ザブラ） - 2シリーズ
- 魔入りました!入間くん（2022年 - 2023年、教師、ムルムル）
- 機動戦士ガンダム 水星の魔女（2022年 - 2023年、ドミニコスのメカニック、ベッシ）

2023年
- お隣の天使様にいつの間にか駄目人間にされていた件（2023年 - 2026年、藤宮周） - 2シリーズ
- 人間不信の冒険者たちが世界を救うようです（カリオス）
- シュガーアップル・フェアリーテイル（サリム） - 2シリーズ
- 真・進化の実〜知らないうちに勝ち組人生〜（男子1、ゲンペルの父）
- クールドジ男子（男子社員）
- 東京ミュウミュウ にゅ〜♡（飼育員）
- 魔法少女マジカルデストロイヤーズ（ガスマスク）
- 【推しの子】（2023年 - 2024年、森本ケンゴ） - 2シリーズ
- Dr.STONE NEW WORLD（ソユーズ） - 2シリーズ
- ゴールデンカムイ（兵士たち、子供）
- アリス・ギア・アイギス Expansion（サッシー）
- マッシュル-MASHLE-（ローデス・エイムス）
- SYNDUALITY Noir（2023年 - 2024年、マハト〈黒仮面〉） - 2シリーズ
- お嬢と番犬くん（男子2）
- アンダーニンジャ（雲隠九郎）
- ポーション頼みで生き延びます!（ロランド）
- 柚木さんちの四兄弟。（外山）
- 川越ボーイズ・シング（生徒）
- ビックリメン（司会者）
- 呪術廻戦 懐玉・玉折/渋谷事変（祢木の一派）

2024年
- 俺だけレベルアップな件（2024年 - 2025年、水篠旬） - 2シリーズ
- 葬送のフリーレン（トーン）
- 戦隊大失格（戦闘員F、獅音陸）
- 転生貴族、鑑定スキルで成り上がる（リーツ・ミューセス） - 2シリーズ
- ヴァンパイア男子寮（不良B）
- 月が導く異世界道中 第二幕（シーリー）
- 怪獣8号（板倉）
- 終末トレインどこへいく?（自警団員、男性）
- 夜のクラゲは泳げない（濱内）
- WIND BREAKER
- 異世界スーサイド・スクワッド（アダム）
- 新米オッサン冒険者、最強パーティに死ぬほど鍛えられて無敵になる。（親衛隊隊員A、ゴルド）
- 俺は全てを【パリイ】する 〜逆勘違いの世界最強は冒険者になりたい〜（ザドゥ）
- ダンジョンの中のひと（レステンス）
- 村井の恋（弟子）
- 妖怪学校の先生はじめました!（2024年 - 2025年、泥田耕太郎）
- 魔王2099（男優A、オーガ）
- ブルーロック VS. U-20 JAPAN（若月樹）
- クレヨンしんちゃん（客B）

2025年
- 花は咲く、修羅の如く（箱山瀬太郎）
- 異修羅（変動のヴィーゼ）
- パズドラ（タノモウ星人）
- トリリオンゲーム（広告代理店の男）
- 青の祓魔師 終夜篇（アルムマヘル）
- ニートくノ一となぜか同棲はじめました（まさくん）
- 外れスキル《木の実マスター》 〜スキルの実（食べたら死ぬ）を無限に食べられるようになった件について〜（ユアン）
- メダリスト（鴗鳥慎一郎）
- シャングリラ・フロンティア（観客）
- 九龍ジェネリックロマンス（タオ・グエン）
- 中禅寺先生物怪講義録 先生が謎を解いてしまうから。（悪人）
- フェルマーの料理（朝倉海）
- 悪食令嬢と狂血公爵（アリスティード・ロジェ・ド・ガルブレイス）
- 最後にひとつだけお願いしてもよろしいでしょうか（カイル・フォン・パリスタン）
- 矢野くんの普通の日々（羽柴）
- 太陽よりも眩しい星（鮎川陽太）

### 劇場アニメ
- 詩季織々「陽だまりの朝食」（2018年、シャオミン〈青年期〉[60]）
- HELLO WORLD（2019年、男子生徒）
- 劇場版 ダンジョンに出会いを求めるのは間違っているだろうか -オリオンの矢-（2019年、観客）
- 天気の子（2019年）[61]
- あんさんぶるスターズ!!-Road to Show!!-（2022年、荒くれ者A）
- 劇場総集編 SSSS.GRIDMAN（2023年）
- SAND LAND（2023年、カマイタチ）
- 映画 ギヴン 柊 mix（2024年、八木玄純[62]）
- デッドデッドデーモンズデデデデデストラクション（2024年、渡良瀬[63]） - 前後章[一覧 17]

### OVA
2018年
- ゆらぎ荘の幽奈さん（サブロウ） - コミックス第13巻アニメBD同梱完全受注限定版

2019年
- 鬼灯の冷徹（男幽霊） - コミックス第29巻DVD付き限定版
- ストライク・ザ・ブラッド（2019年 - 2020年、観測員、魔導士B） - 2シリーズ

2021年
- アリス・ギア・アイギス 〜ドキッ！アクトレスだらけのマーメイドグランプリ♡〜（観客）
- ギヴン うらがわの存在（八木玄純） - コミックス第7巻DVD付き限定版

2024年
- コードギアス 奪還のロゼ（宗森葵太）

### Webアニメ
2010年代
- モンスターストライク（2017年 - 2018年、アダム、天使兵） - 2シリーズ
- 約束の七夜祭り（2018年、なおと）
- 花咲ク絆ノ浪漫譚（2018年、椿）
- 衛宮さんちの今日のごはん（2018年、役員）
- ガンダムビルドダイバーズRe:RISE（2019年 - 2020年、ダイバー、ビー） - 2シリーズ

2020年代
- 月曜日のたわわ2（2021年、野球部）
- ロマンティック・キラー（2022年、中学の男友達）
- ヤキトリ（2023年、伊保津明）
- 幼女社長R（2023年、ウシ、友達）
- BASTARD!! -暗黒の破壊神-（2023年、ヴァイ・ステアベ）
- SAND LAND: THE SERIES（2024年、カマイタチ）
- ライジングインパクト（2024年、祐美子の兄）
- Fate/Grand Order 藤丸立香はわからない Season2（2024年、クサントス、兵士B）
- モンスターストライク エル 堕天の覚醒（2024年、隊長）

### ゲーム
2016年
- 輝星のリベリオン（那須与一、ネフィリム）

2017年
- 参考書連動「エターナル・スターダスト」（九鬼武大）
- タワー オブ プリンセス（シンドバッド）
- PaniPani-パラレルニクスパンドラナイト-（不動クロム）

2018年
- ORDINAL STRATA -オーディナル ストラータ-（忠実なる影「エルミット」）
- 共闘ことばRPG コトダマン（セロリ、メイゲツ、インプルート）
- サウザンドメモリーズ（炎滾の猛戦士ガズ）
- 武器よさらば（トシイエ）
- マチガイブレイカー（セイリオス）
- クイズRPG 魔法使いと黒猫のウィズ（グラビス）
- メモリーズオフ -Innocent Fille- / for Dearest（2018年 - 2019年、楠瀬累）- 2作品
- モンスターストライク（2018年 - 2025年、椿、曹丕、ネブカドネザル）
- ラスト・エリュシオン（オースン、ハーバート）

2019年
- ダークリベリオン（デスナイト）
- 荒野のコトブキ飛行隊 大空のテイクオフガールズ！（クロ）
- ブラウンダスト（ヨセフ、オールス）
- なむあみだ仏っ!-蓮台 UTENA-（摩醯首羅王、日天子）
- ムービーマスター
- グランドサマナーズ（迅勇幻神サイ）
- Guns of Soul2（オランド）
- ファイアーエムブレム 風花雪月（フェルディナント＝フォン＝エーギル）
- 剣が刻（日輪）
- 星鳴エコーズ（遠野涼太）
- ファイアーエムブレム ヒーローズ（2019年 - 2023年、オーシン、フェルディナント）

2020年
- マチガイブレイカー Re:Quest（セイリオス、クラルサッハ）
- ラストピリオド -終わりなき螺旋の物語-（ゲシュタルト、カミーユ）
- ディズニー ツイステッドワンダーランド（ジャック・ハウル）
- コード:ドラゴンブラッド（フィンゲル）
- キャプテン翼 RISE OF NEW CHAMPIONS
- 英雄伝説 創の軌跡（フランツ巡査）
- Marvel's Avengers（ピーター・パーカー / スパイダーマン）（PS4版・PS5版のみ）

2021年
- リネージュ2M（シーケン）
- 誰ガ為のアルケミスト（シャヘル）
- 北斗の拳 LEGENDS ReVIVE（ショウザ）
- タイムディフェンダーズ（キャノンボール）
- モナーク/Monark（館凌太郎）
- フェアリースフィア（ウルフェナイト、シネレア）
- タロット男子 〜22人の見習い占い師〜（ロット・シックザール）
- 悪魔執事と黒い猫（ハウレス・クリフォード）

2022年
- COGEN 大鳥こはくと刻の剣（エグゼブレイカー）
- 夢職人と忘れじの黒い妖精（ティオ）
- シン・クロニクル（主人公）
- 燐光のレムリア 星空の絆（ハセ）
- ファイアーエムブレム無双 風花雪月（フェルディナント＝フォン＝エーギル）
- 機動戦士ガンダム 鉄血のオルフェンズG（229）

2023年
- 逆転オセロニア（アモール）
- ドラゴンクエストX 眠れる勇者と導きの盟友 オフライン（チョメ / カレヴァン）

2024年
- プリマドール 無名典礼（無名）

時期未定
- ホーンテッド・オバケストラ Vol.2 Bianke（グライフ）

### ドラマCD
- unity-chan!（2017年、クラスメイト）
- 紅魔闘伝（2018年、ピアーズ）
- Deep Blue-深層世界へようこそ- （2020年、新城准一、アデリー[115]） ※DL販売
  - Deep Blue-深層世界の住人たち- ※DL販売
- うたってにこりん☆大きな栗の木の下で〜ネオ・ナーサリーライム〜（2021年、明神[116]） ※ボイスドラマパート
- お隣の天使様にいつの間にか駄目人間にされていた件（2022年 - 2023年、藤宮周[117]） ※小説第7・8巻ドラマCD付き特装版

### BLCD
2018年
- 恋愛不行き届き（若宮龍太）
- 素人ヤンキー♂危機一発!!

2019年
- さんかく窓の外側は夜（冷川理人）※コミックス第7・8巻ドラマCD付き限定版

2020年
- ダブル・スタンダード（医師）
- 恋をするつもりはなかった（ロウの友人1）
- 黄昏アウトフォーカス（先生）
- ダブルフェイスには敵わない（ヒロポン 他）
- 愛しのXLサイズ・続（2020年ー2022年、小林翔太）
  - 愛しのXLサイズ・続々

- ララの結婚2（街人）
- 二代目！地獄ブラザーズ（五道転輪）

2021年
- やましい恋のはじめかた（大塚勇仁）
- みだらな猫は甘く啼く（佐久間隆人）
- 運命の相手がお前だなんて（小野田）
- スモーキーネクター（久藤）
- おすわり、よくできました（伊丹至、伊丹誠）
- 兎の森1（菅原）

2022年
- 歌舞伎町バッドトリップ（リオ）
  - 歌舞伎町バッドトリップ2

- 失恋ジャンキー（風谷）

### ラジオドラマ
※はWebラジオ番組。
- 「紅魔闘伝」L-boom公式ラジオ（2018年※、ピアーズ[131]）

### 吹き替え
- 羅小黒戦記 ぼくが選ぶ未来（2020年、アクウ）
- アグリーズ（2024年、ペリス〈チェイス・ストークス〉）
- 女神降臨（2024年、イ・スホ[132]）

### 特撮
- 仮面ライダーガッチャード（2023年 - 2024年、マッドウィールの声、ヴェノムダケの声[133]、ネミネムーンの声[134]、ムーンマルガムの声[134]、マッハウィールの声、ゲキオコプターの声、ジャマタノオロチの声）

### ラジオ
※はインターネット配信。
- 星鳴エコーズ RADIO（2018年 - 2019年、アニメイトタイムズ※）[135]
- 星鳴エコーズ RADIO 2ndSEASON（2019年 - 2020年、アニメイトタイムズ※）
- 坂泰斗のBang! The Night!!（2021年、Anium Radio Station※）[136]
- 月刊　新・男前通信9月号～月刊　坂泰斗（2023年、文化放送モバイルplus※）[137]
- 大塚剛央&坂泰斗のあんどーナッツ！（2023年 - 2025年、 超!A&G+※）[138]

### テレビ番組
※はインターネット配信。
- 坂泰斗と市川蒼のいつもの僕らでいいんですか？（2020年 - 、ニコニコ生放送※）[139]

### 映像商品
- VAZZROCK LIVE 2018
- VAZZROCK FES 2019
- VAZZROCK LIVE 2020
- 声優が語る怖い話 真冬の怪談（焦香の怪談師）

### 朗読劇
- 声優朗読劇フォアレーゼン「ヴェルサイユ騒動記」（2020年2月16日、ノバホール） - 宰相ジョワズール 役、ナレーション[140]
- 声のプロフェッショナルが奏でるリーディングシェイクスピア『マクベス』（2020年11月29日、池袋サンシャイン劇場） - ダンカン王 マルカム 魔女 役他[141]
- 朗読で描く海外名作シリーズ 音楽朗読劇「レ・ミゼラブル」（2021年7月17日、KAAT神奈川芸術劇場） - アンジョルラス 役[142]
- 幻調乱歩4 夜明けに怯える怪機城（2025年8月30日〈予定〉、イイノホール）[143]

### その他
- 丸美屋「釜めしの素」 アニメーション（2018年、康介[144]）
- フリマアプリ「ラクマ」プロモーション用アニメーション動画（2018年）[145][146]
- 書籍『中学3年間の英語が中2病フレーズなら1週間で学べるなんてわたしは信じない』（2020年、ダウンロード音声）
- 恋するジュエル・コール（2020年、水無月ウタカ[147]）

## ディスコグラフィ

### キャラクターソング
| 発売日   | 商品名                                                                               | 歌                                                                                        | 楽曲                                                             | 備考                                                     |
| 2018年   | 2018年                                                                               | 2018年                                                                                    | 2018年                                                           | 2018年                                                   |
| -------- | ------------------------------------------------------------------------------------ | ----------------------------------------------------------------------------------------- | ---------------------------------------------------------------- | -------------------------------------------------------- |
| 8月17日  | VAZZROCK ユニットソング2 ROCK DOWN vol.1 -始動-                                      | ROCK DOWN                                                                                 | 「ROCK DOWN」 「優しい世界」 「孤独のVampire」                   | キャラクターCD『VAZZROCK』関連曲                         |
| 10月26日 | VAZZROCK play of colorシリーズ1 小さな新メンバー現る！                               | 眞宮孝明（新垣樽助）、大山直助（笹翼）、立花歩（坂泰斗）                                  | 「Trust me, Trust me!」 「極東星霜サティスファクションズ」       | キャラクターCD『VAZZROCK』関連曲                         |
| 10月26日 | VAZZROCK bi-colorシリーズ9 天羽玲司-emerald-                                         | 天羽玲司（佐藤拓也）、立花歩（坂泰斗）                                                    | 「純情グラフィティ」                                             | キャラクターCD『VAZZROCK』関連曲                         |
| 11月30日 | VAZZROCK bi-colorシリーズ10 立花歩-aquamarine-                                       | 立花歩（坂泰斗）                                                                          | 「SHOOTING STAR!!」                                              | キャラクターCD『VAZZROCK』関連曲                         |
| 11月30日 | VAZZROCK bi-colorシリーズ10 立花歩-aquamarine-                                       | 立花歩（坂泰斗）、大黒岳（増元拓也）                                                      | 「REFRAIN」                                                      | キャラクターCD『VAZZROCK』関連曲                         |
| 2019年   |                                                                                      |                                                                                           |                                                                  |                                                          |
| 12月20日 | VAZZROCK bi-colorシリーズ2ndシーズン7 築二葉-topaz×aquamarine-                       | 築二葉（白井悠介）、立花歩（坂泰斗）                                                      | 「Sky Color」                                                    | キャラクターCD『VAZZROCK』関連曲                         |
| 2020年   |                                                                                      |                                                                                           |                                                                  |                                                          |
| 1月31日  | VAZZROCK bi-colorシリーズ2ndシーズン8 立花歩-aquamarine×citrine-                     | 立花歩（坂泰斗）                                                                          | 「月下美人」                                                     | キャラクターCD『VAZZROCK』関連曲                         |
| 1月31日  | VAZZROCK bi-colorシリーズ2ndシーズン8 立花歩-aquamarine×citrine-                     | 立花歩（坂泰斗）、大山直助（笹翼）                                                        | 「バイバイBoring Days!!」                                        | キャラクターCD『VAZZROCK』関連曲                         |
| 10月30日 | VAZZROCK COLORシリーズ [-RED-] Paint the town red                                    | ROCK DOWN                                                                                 | 「Deep Scar 〜告解の羊〜」                                       | キャラクターCD『VAZZROCK』関連曲                         |
| 11月1日  | 『星鳴エコーズ』公式設定資料集 特典CD「STAR CRY LOUD」付きVer                        | 遠野涼太（坂泰斗）、相馬結翔（小松昌平）、一条橘 （熊谷健太郎）、九々生紅二郎（佐藤拓也） | 「STAR CRY LOUD」                                                | ゲーム『星鳴エコーズ』テーマソング                       |
| 11月20日 | VAZZROCK ユニットソング4 ROCK DOWN vol.2 -The adventure begins here.-                | ROCK DOWN                                                                                 | 「月影小唄」 「Go Dash」 「JEWEL PRINCESS」                      | キャラクターCD『VAZZROCK』関連曲                         |
| 2021年   |                                                                                      |                                                                                           |                                                                  |                                                          |
| 1月29日  | VAZZROCK COLORシリーズ [-GREEN-] Get the green light                                 | ROCK DOWN                                                                                 | 「World Tree」                                                   | キャラクターCD『VAZZROCK』関連曲                         |
| 1月29日  | VAZZROCK COLORシリーズ [-GREEN-] Get the green light                                 | 天羽玲司（佐藤拓也）、立花歩（坂泰斗）、大黒岳（増元拓也）                                | 「Happy Time!」                                                  | キャラクターCD『VAZZROCK』関連曲                         |
| 5月28日  | VAZZROCK LIVE 2020 特典CD                                                            | VAZZY、ROCK DOWN                                                                          | 「Dear Dreamer, (VAZZROCK ver.)」                                | キャラクターCD『VAZZROCK』関連曲                         |
| 5月28日  | VAZZROCK LIVE 2020 Amazon特典CD                                                      | ROCK DOWN                                                                                 | 「Dear Dreamer, (ROCK DOWN ver.)」                               | キャラクターCD『VAZZROCK』関連曲                         |
| 7月28日  | 美少年探偵団 BD・DVD第1巻特典CD                                                      | 美少年探偵団                                                                              | 「Beautiful Reasoning」                                          | テレビアニメ『美少年探偵団』エンディングテーマ           |
| 8月25日  | 美少年探偵団 BD・DVD第2巻特典CD                                                      | 美少年探偵団                                                                              | 「Welcoming Days」                                               | テレビアニメ『美少年探偵団』エンディングテーマ           |
| 9月24日  | VAZZROCK bi-colorシリーズ3rdシーズン7 立花 歩-aquamarine×pearl- ないものねだり       | 立花歩（坂泰斗）                                                                          | 「忘れる。」                                                     | キャラクターCD『VAZZROCK』関連曲                         |
| 9月24日  | VAZZROCK bi-colorシリーズ3rdシーズン7 立花 歩-aquamarine×pearl- ないものねだり       | 立花歩（坂泰斗）、吉良凰香（小林裕介）                                                    | 「人生桜花」                                                     | キャラクターCD『VAZZROCK』関連曲                         |
| 10月13日 | 僕×君チェックメイト                                                                  | Gambét                                                                                    | 「僕×君チェックメイト」 「STAYBACK」                             | 『ギャンドル』関連曲                                     |
| 11月26日 | VAZZROCK ユニットソング6 ROCK DOWN vol.3 -Former Hero:Active Hero-                   | ROCK DOWN                                                                                 | 「étrangère -砂海の魔術師-」 「Diamond Stars」 「Smile For You」 | キャラクターCD『VAZZROCK』関連曲                         |
| 2022年   |                                                                                      |                                                                                           |                                                                  |                                                          |
| 1月28日  | VAZZROCK bi-colorシリーズ3rdシーズン11 白瀬優馬-peridot×aquamarine- Square           | 白瀬優馬（堀江瞬）、立花歩（坂泰斗）                                                      | 「玉響たゆたう、花あかり」                                       | キャラクターCD『VAZZROCK』関連曲                         |
| 10月7日  | VAZZROCK THE ANIMATION OP「Asterism⁂」                                               | ROCK DOWN                                                                                 | 「Asterism⁂」                                                    | テレビアニメ『VAZZROCK THE ANIMATION』主題歌             |
| 11月25日 | VAZZROCK THE ANIMATION エンディングテーマCD vol.4                                    | 立花歩（坂泰斗）                                                                          | 「Stay」                                                         | テレビアニメ『VAZZROCK THE ANIMATION』エンディングテーマ |
| 12月30日 | 月花神楽                                                                             | ROCK DOWN                                                                                 | 「月花神楽 -牡丹-」                                              | キャラクターCD『VAZZROCK』関連曲                         |
| 2023年   |                                                                                      |                                                                                           |                                                                  |                                                          |
| 3月31日  | VAZZROCK bi-colorシリーズ4thシーズン4 天羽玲司×立花歩-emerald×aquamarine- One's duty | 立花歩（坂泰斗）                                                                          | 「ヒカリアレ」                                                   | キャラクターCD『VAZZROCK』関連曲                         |
| 3月31日  | VAZZROCK bi-colorシリーズ4thシーズン4 天羽玲司×立花歩-emerald×aquamarine- One's duty | 天羽玲司（佐藤拓也）、立花歩（坂泰斗）                                                    | 「Go Crazy」 「恋文ディスタンス」                                | キャラクターCD『VAZZROCK』関連曲                         |
| 7月28日  | VAZZROCK THE ANIMATION 第7巻 特典CD                                                  | VAZZY、ROCK DOWN                                                                          | 「I can’t stop dancing!」                                        | テレビアニメ『VAZZROCK THE ANIMATION』エンディングテーマ |
| 2024年   |                                                                                      |                                                                                           |                                                                  |                                                          |
| 2月23日  | VAZZROCK ユニットソング8 ROCK DOWN vol.4 -There are many ways to go.-                | ROCK DOWN                                                                                 | 「REVOLUTION」 「覚醒Meteor Striker」 「Everything to me」       | キャラクターCD『VAZZROCK』関連曲                         |

### シリーズ一覧
1. ↑  第3期前半『餐ノ皿』（2017年）、第3期後半『餐ノ皿 遠月列車篇』（2018年）、第4期『神ノ皿』（2019年）
2. ↑  第1期（2018年）、第2期『はたらく細胞!!』（2021年）
3. ↑  SEASON 1（2019年）、SEASON 2（2023年）
4. ↑  第2期『II』（2019年）、第4期『IV 新章 迷宮篇』（2022年）、第4期『IV 深章 厄災篇』（2023年）、第5期『V 豊穣の女神篇』（2024年）
5. ↑  第1期（2020年）、第2期『キムラック編』（2021年）、第3期『アーバンラマ編』（2023年）、第4期『聖域編』（2023年）
6. ↑  第1クール（2020年）、第2クール（2021年）
7. ↑  第1クール（2021年）、第2クール（2021年）
8. ↑  Season1（2021年）、Season2（2021年）
9. ↑  1st season（2022年）、2nd season（2023年）
10. ↑  第1期（2023年）、第2期（2026年）
11. ↑  第1クール（2023年）、第2クール（2023年）
12. ↑  第1期（2023年）、第2期（2024年）
13. ↑  第1クール（2023年）、第2クール（2023年）
14. ↑  第1クール（2023年）、第2クール（2024年）
15. ↑  Season 1（2024年）、Season 2 -Arise from the Shadow-（2025年）
16. ↑  第1期（2024年）、第2期（2024年）
17. ↑  前章（2024年）、後章（2024年）

### ユニットメンバー
1. 1 2 3 4 5 6 7 8 9 10 11  小野田翔（菊池幸利）、久慈川悠人（長谷川芳明）、天羽玲司（佐藤拓也）、立花歩（坂泰斗）、大黒岳（増元拓也）、名積ルカ（河本啓佑）
2. 1 2  眞宮孝明（新垣樽助）、吉良凰香（小林裕介）、築一紗（山中真尋）、築二葉（白井悠介）、大山直助（笹翼）、白瀬優馬（堀江瞬）
3. ↑  双頭院学（村瀬歩）、咲口長広（坂泰斗）、袋井満（増田俊樹）、足利飆太（矢野奨吾）、指輪創作（佐藤元）
4. ↑  御門将（寺島惇太）、灯后響（千葉翔也）、LUKE（榊原優希）、神無木由聖（小笠原仁）、騎世律人（坂泰斗）